# Lubuk Buaya
Lubuk Buaya is een bestuurslaag in het regentschap Padang van de provincie West-Sumatra, Indonesië. Lubuk Buaya telt 20.204 inwoners (volkstelling 2010).